# Rinaldo Fabris
Rinaldo Fabris (Pavia di Udine, 1º dicembre 1936 – Pagnacco, 9 ottobre 2015) è stato un presbitero, biblista e teologo italiano.

## Opere
- Curatore del Dizionario Biblico storico/critico, Edizioni Borla, Roma, 1987
- Comunità cristiana e i beni dell'uomo, Cittadella ed., 1974
- La libertà del vangelo - Lettera di Paolo ai Galati, LDC, 1975
- Il vangelo di Marco e Luca (traduzione e commento) in "I vangeli", Cittadella, Assisi, 1975
- Legge della libertà in Giacomo, Paideia, 1977
- Al servizio della comunità - seconda lettera di Paolo ai Corinzi, LDC, 1977
- Lettera di Giacomo e prima lettera di Pietro, Dehoniane, Bologna, 1980
- Identità cristiana - prima lettera di Paolo ai Corinzi LDC, 1980
- Alle fonti della spiritualità cristiana - le otto beatitudini, (con O. Battaglia, G. Florio, A. Riboldi), Cittadella, 1981
- Paolo evangelizzatore e pastore, Cittadella ed., 1982
- Lettera ai Filippesi, Dehoniane, Bologna, 1983
- Gesù di Nazareth. Storia e interpretazione, Cittadella, Assisi, 1983
- Padre Nostro, preghiera dentro la vita, Borla, 1984
- Attualità della speranza, Paideia, Brescia, 1984
- La preghiera nella Bibbia, Borla, 1985
- La virtù del coraggio - la "franchezza" nella Bibbia. Piemme, 1985
- Credo la Chiesa (con L. Sartori e C. Molari), Borla, 1985
- La vicenda umana tra coscienza e computer (con A. Acquaviva e L. Lama), Cittadella ed., 1985
- Attualità della lettera agli Ebrei, EDB, 1985
- Lettere pastorali, Queriniana, 1986
- Ascoltatorine servitori della parola, Borla, 1986
- L'esperienza di fede nella Bibbia, Ed. Paoline, 1987
- Con volto d'uomo. Leggere Marco, Paoline, 1988
- San Paolo catechista: figura, attività e metodo, EDB, 1988
- La donna nell'esperienza della prima chiesa (con W. Gozzini), EP, 1988
- La scelta dei poveri nella Bibbia, Borla, Roma, 1989
- Pace e diritti umani (con A. Papisca),Gregoriana, Padova, 1989
- La sapienza di Qohelet, EP, 1989
- Gesù Cristo: identità e messaggio(con L. Borello e S. De Carli), , SEI, Torino, 1990
- Le lettere di Paolo (lettere della tradizione paolina), vol.3 (Col,Ef,Tt,1Tm,Eb), Borla, Roma, 1990
- Il Cantico dei Cantici, EP, 1992
- Per leggere Paolo, Borla, Roma, 1993
- I salmi della preghiera, Paoline, 1994
- Interpretare e vivere oggi la Bibbia, Paoline, 1994
- Atti degli apostoli, Borla, Roma, 1995
- Introduzione alla lettura dei vangeli sinottici e degli Atti degli Apostoli, Edusc, 1995
- L'apostolo e la sua comunità, Ancora, 1995
- La tradizione paolina, EDB, Bologna, 1996
- Matteo, Borla, Roma, 1996
- L'Esodo nella Bibbia, Borla, 1997
- Interpretare e vivere oggi la Parola, EP 1997
- Paolo. L'apostolo delle genti, Paoline, Milano, 1997
- Bibbia, popoli e lingue. Piemme, 1998
- Prima lettera ai Corinti, Paoline, Milano, 1999
- Atti degli apostoli, Queriniana, 1998
- Guidami nelle tue vie (anni A, B e C), EDB, Bologna, 1998-1999-2000
- Lettera ai Filippesi, lettera a Filemone, EDB, 2001
- Lettere di Paolo(con Catella), Ist. San Gaetano, 2003
- Giovanni, Borla, Roma, 2003
- Luca, Cittadella ed., 2003
- Lettera di Giacomo. Introduzione, versione, commento, EDB, Bologna, 2004
- Le prime comunità cristiane e lo straniero. Per superare le barriere (con Stefano Romanello), EMI, 2004
- Marco, Cittadella, 2005
- Introduzione alla lettura di Paolo, Borla, 2006
- Introduzione generale alla Bibbia, LDC, 2006
- Lettere di Giovanni, Città Nuova, 2007
- L'evangelica via della piccolezza, Città Nuova, 2007
- Paolo di Tarso, Paoline, 2008
- Li amò sino all'estremo - Lectio divina sul Vangelo di Giovanni, Paoline, 2008
- Tutto il Vangelo. Personalità, pensiero e metodologia di Paolo di Tarso, San Paolo, 2008
- Ma voi chi dite che io sia? Sguardi sul mistero di Cristo (con P. Coda, G. Savagnone), Paoline, 2009
- La carità di Paolo, Paoline, 2009
- Lettere di Paolo,  Elledici, 2009
- Il sigillo dell'apostolo. Commento breve alla Prima Lettera ai Corinzi, Paoline Editoriale Libri, 2011
- Gesù il «Nazareno», Cittadella, 2011